# Magnolia acuminata
Magnolia acuminata,  magnolia acuminada  es una especie arbórea de la familia Magnoliaceae. En una de las magnolias más grandes y más resistentes al frío. Es un gran árbol de los bosques del nordeste de Estados Unidos y  sur de Ontario en Canadá. Es un árbol que tiende a encontrarse solo como ejemplar disperso  y no en forma de arboledas.

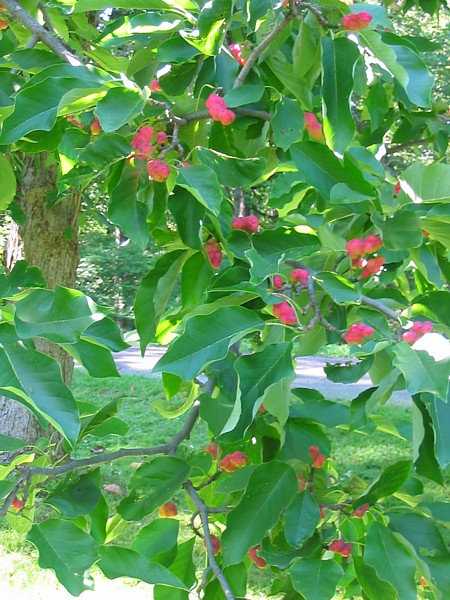
Fruto

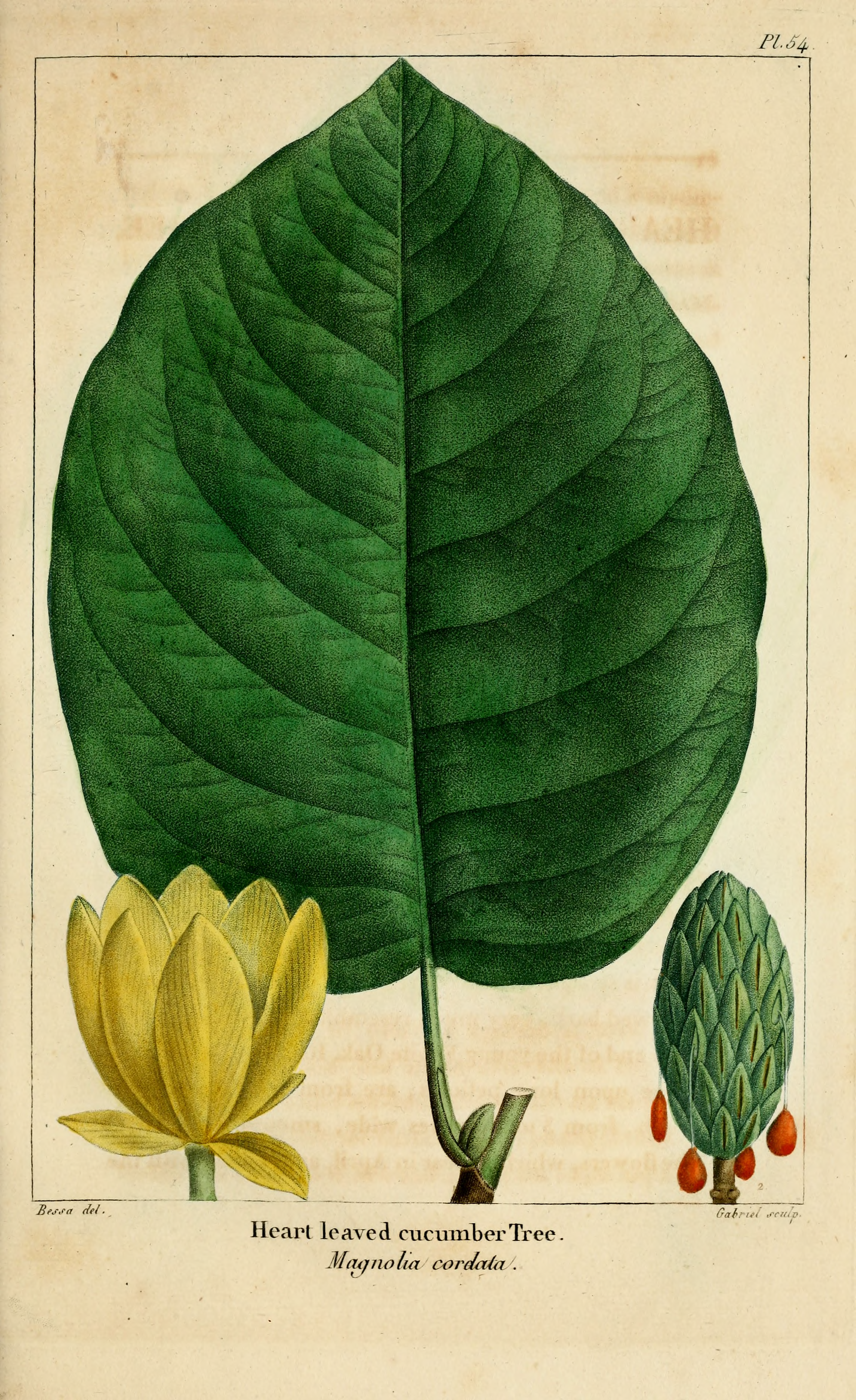
Ilustración

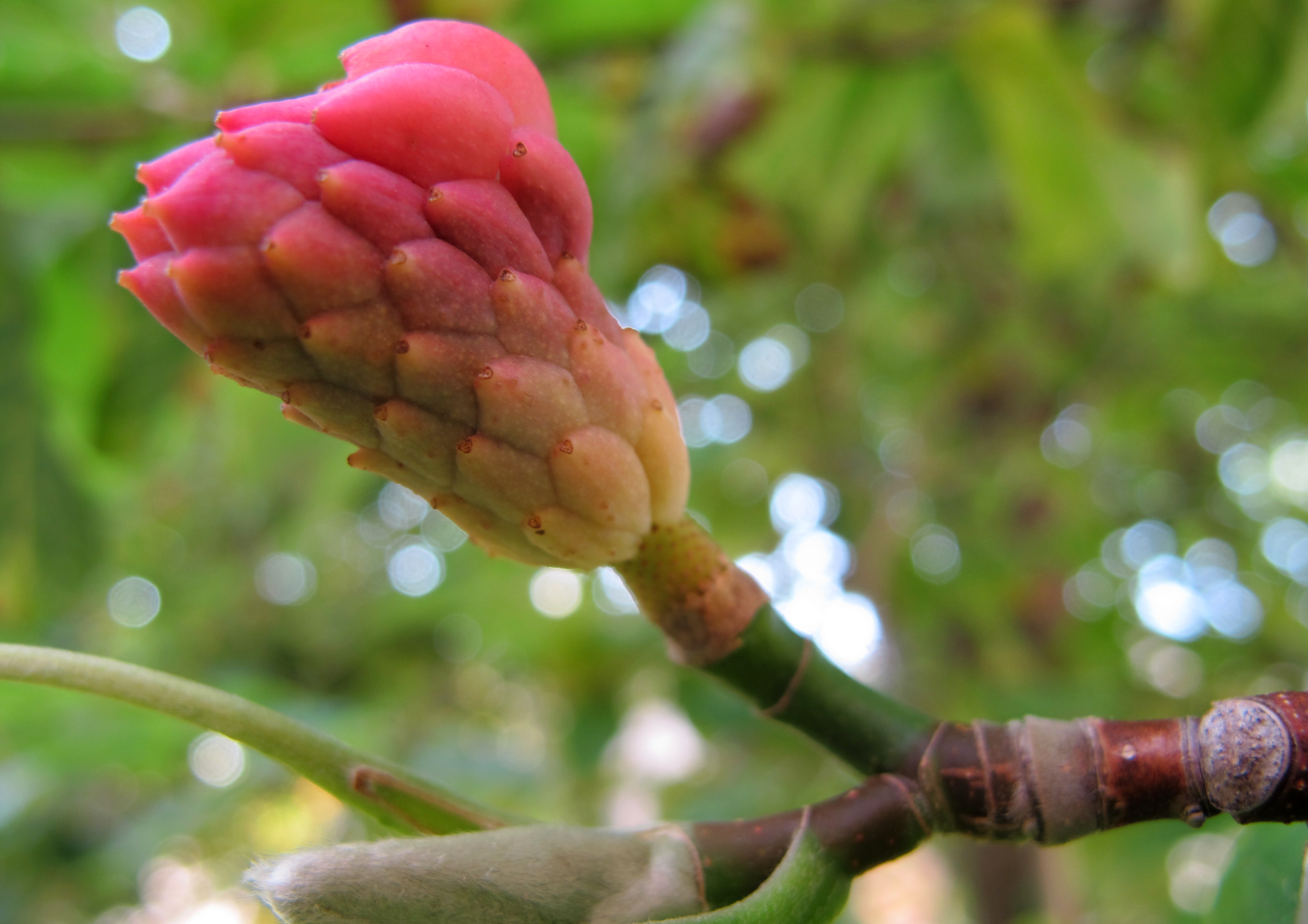
Detalle

## Distribución y hábitat
El árbol es nativo principalmente del cinturón de los Apalaches, incluida la meseta de Allegheny y la meseta de Cumberland, llegando hasta el oeste de Pensilvania y Nueva York. También hay numerosas poblaciones periféricas desconectadas en gran parte del sureste de EE. UU., y una pocas poblaciones pequeñas al sur Ontario, en Canadá, se encuentra en peligro de extinción y está protegido por la Ley canadiense de Especies en Riesgo.

## Descripción
Las hojas son caducifolias simples y alternas, con las láminas ovales de hasta 12-25 cm de largo y 6-12 cm de ancho, con los márgenes lisos y suaves en la parte inferior. Se producen en dos formas, acuminadas en ambos extremos, o moderadamente cordadas en la base (por lo general sólo se forman de parte alta del árbol).
A diferencia de la mayoría de las magnolias , las flores no son vistosas . Son pequeñas y de color amarillo- verdoso. El fruto madura a un color rojo oscuro y es de 6-8 cm de largo y 4 cm de ancho, con los carpelos individuales que se abren para liberar 10-60 brillante semillas de color rojo  por fruto. La fruta madura es de un llamativo color naranja rojizo.

## Usos y cultivo
Son excelentes  árboles de sombra para parques y jardines, aunque no se recomienda el uso de árboles en las calles. En el cultivo, por lo general sólo crecen 15-20 m  de altura, a pesar de que alcance más de 30 m en el bosque en situaciones ideales. Pueden llegar a ser absolutamente masivos: en los Estados Unidos el campeón nacional, se encuentra en el Condado de Stark, Ohio y mide más de 2 m de diámetro (aunque sólo 24 metros de altura). Crecen mejor en los suelos profundos, húmedos y bien drenados,  que son ligeramente ácidos a pesar de que son tolerantes a los suelos alcalinos.
Son difíciles de trasplantar debido a su grueso sistema de raíces, se deben plantar a poca profundidad y se debe cambiar a principios de primavera con una bola de buena tierra.
En el comercio de la madera, este árbol es intercambiable con el Liriodendron tulipifera.
Magnolia acuminata se ha utilizado en la hibridación de variedades nuevas que comparte el color de la flor amarilla y su gran resistencia al frío.

## Taxonomía
Magnolia acuminata fue descrito por Carlos Linneo y publicado en Systema Naturae, Editio Decima 2: 1082. 1759.
Etimología
Magnolia: nombre genérico otorgado en honor de Pierre Magnol, botánico de Montpellier (Francia).
acuminata: epíteto latino que significa "acuminada, disminuyendo gradualmente hasta un punto".
Sinonimia
- Magnolia virginiana var. acuminata L., Sp. Pl.: 536 (1753).
- Magnolia umbrella var. acuminata (L.) P.Parm., Bull. Sc. France Belgique 27: 253 (1896), nom. superfl.
- Tulipastrum acuminatum (L.) Small, Fl. S.E. U.S.: 451 (1903).
- Kobus acuminata (L.) Nieuwl., Amer. Midl. Naturalist 3: 297 (1914).
- Yulania acuminata (L.) D.L.Fu, J. Wuhan Bot. Res. 19: 198 (2001).

Magnolia acuminata var. acuminata.
- Magnolia pensylvanica DC., Syst. Nat. 1: 453 (1817).
- Magnolia rustica DC., Syst. Nat. 1: 453 (1817).
- Magnolia decandollei Savi, Bibliot. Ital. Giorn. Lett. 16: 224 (1819).
- Magnolia candollei Link, Handbuch 2: 375 (1829), nom. superfl.
- Tulipastrum americanum Spach, Hist. Nat. Vég. 7: 483 (1839), nom. superfl.

Magnolia acuminata var. subcordata (Spach) Dandy, Amer. J. Bot. 51: 1056 (1964). Desde Carolina del Norte hasta Florida.
- Tulipastrum americanum var. subcordatum Spach, Hist. Vég. 7: 483 (1839).
- Magnolia cordata Michx., Fl. Bor.-Amer. 1: 328 (1803).
- Tulipastrum cordatum (Michx.) Small, Fl. S.E. U.S.: 451 (1903).[6]